# جيروم بيكر
جيروم بيكر هو مستكشف بلجيكي، ولد في 1850 في Kalmthout ‏ في بلجيكا، وتوفي في 1912 في أنتويرب في بلجيكا.